# Mamagama
Mamagama är en azerbajdzjansk musikgrupp som grundades 2021 i Baku. Gruppen, som består av sångaren Asaf, gitarristen Huss och trummisen Arif,  representerde Azerbajdzjan i Eurovision Song Contest 2025 med låten "Run with U". Bidraget gick inte vidare till final.